# Debeikiai
Debeikiai is een plaats in de gemeente Anykščiai in het Litouwse district Utena. De plaats telt 452 inwoners (2001).